# Kleinkiefenholz
Kleinkiefenholz (bairisch: Kloakiafahoiz) ist eine Einöde und Ortsteil der Oberpfälzer Stadt Wörth an der Donau im Landkreis Regensburg in Bayern.

## Geografische Lage
Der Ort liegt am westlichen Rand des Gäuboden, an der Donau und etwa vier Kilometer von Wörth entfernt. Er ist mit Kiefenholz der westlichste Ortsteil der Stadt.

## Geschichte
Der Ortsteil Kleinkiefenholz dürfte der Rest des alten Ortes Windheim oder Wiedenhaim sein, der um 1250 noch in Urkunden erwähnt wird. Belege hierfür fehlen. Bis 1848 war Kleinkiefenholz dem Landgericht Mitterfels, dem Herrschaftsgericht Brennberg und dem Rentamt Walderbach zugeordnet.

### Gemeinde
Kleinkiefenholz war ursprünglich ein Ortsteil der ehemaligen Gemeinde Kiefenholz. Durch die Eingemeindung von Kiefenholz in die Stadt Wörth a.d.Donau im Zuge der Gebietsreform in Bayern zum 1. April 1971 wurde Kleinkiefenholz ein amtlich benannter Ortsteil von Wörth.

### Kirchensprengel
Bis 1858 war der Ort der katholischen Pfarrei Illkofen zugeordnet und kam 1859 zur Filiale der Pfarrei Wörth an der Donau in Kiefenholz.

### Schulsprengel
Die Schüler von Kleinkiefenholz gingen von 1823 bis zur Auflösung im Jahr 1967 in Kiefenholz zur Schule. Seitdem werden die Schüler in Wörth an der Donau eingeschult.

### Einwohnerentwicklung
Im Jahr 1908 betrug die Bevölkerungszahl von Kleinkiefenholz 15 Einwohner, 1987 zählte man 12 und im Jahr 2000 14 Einwohner.

## Leben mit der Donau
Kleinkiefenholz liegt an der Donau und wurde deshalb immer wieder von Überschwemmungen heimgesucht. Deshalb errichteten die Bürger 1870 einen Hochwasserschutzdamm, der in den Jahren 1928 und 1929 mit staatlicher Hilfe verstärkt wurde.
Seit dem Bau der Staustufe Geisling liegt Kleinkiefenholz östlich des Seitendamms der teilweise über 300 Meter breiten Stauhaltung. Das Stauziel für Normalstau ist 327,3 m ü. NN, also mehr als zwei Meter höher als das Gelände um Kleinkiefenholz.

### Flutpolder Wörthhof

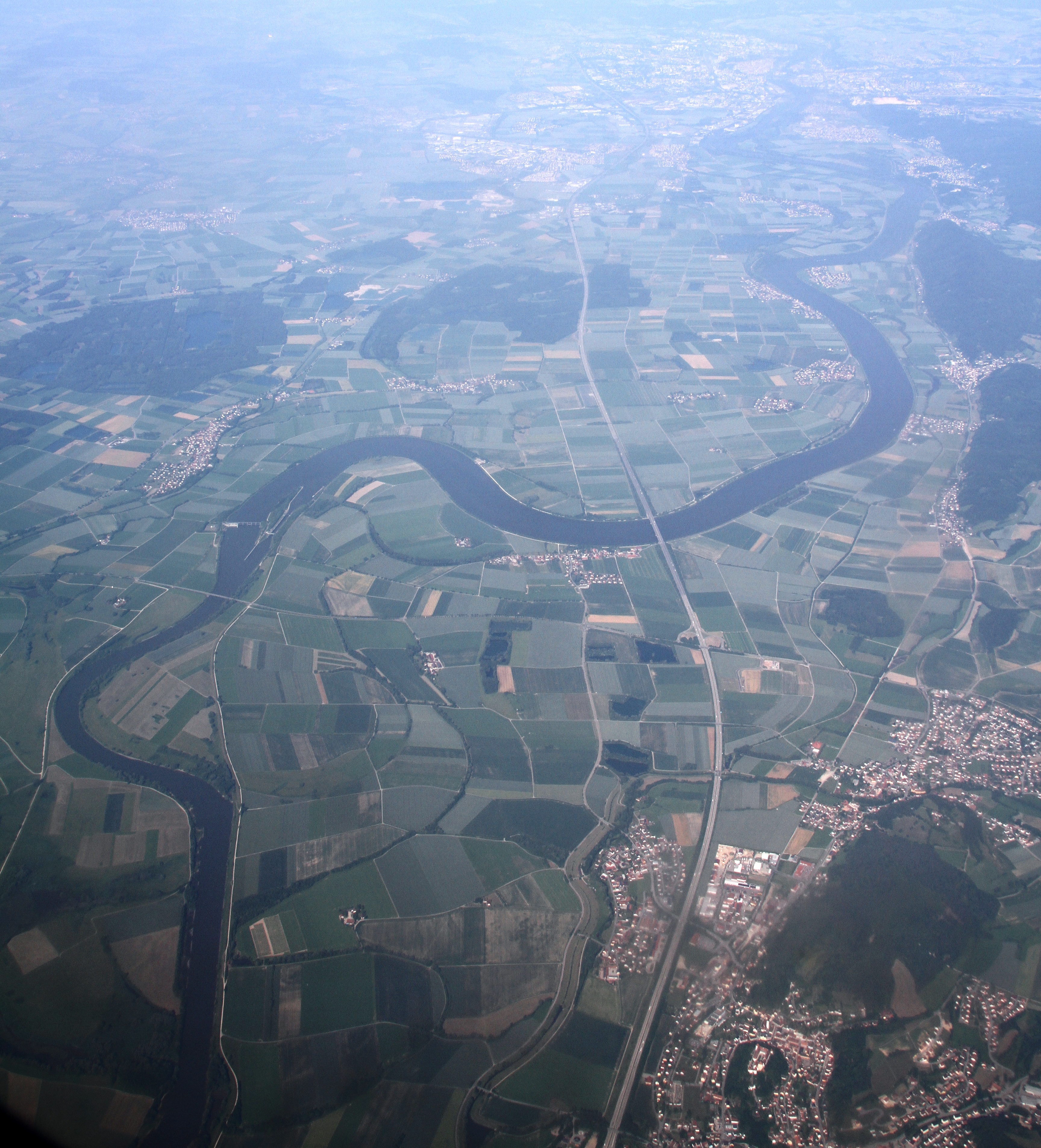
Kleinkiefenholz (Bildmitte): 250 m von der Donau entfernt

Da der Ortsteil Kleinkiefenholz, neben anderen Teilen der Stadt, direkt von dem geplanten gesteuerten Flutpolder „Wörthhof“ betroffen wäre, hat sich die Stadt Wörth an der Donau einstimmig und mit Nachdruck gegen die Pläne der Bayerischen Staatsregierung ausgesprochen. Auch die Landrätin des Landkreises Regensburg Tanja Schweiger zeigt sich skeptisch. Eine seit Jahren herrschende Grundwasserproblematik, hervorgerufen durch die Donau, und die Gefährdung der Trinkwasserversorgung der Stadt Wörth, die sich ebenfalls in unmittelbarer Nähe zu den geplanten Flutpoldern befindet, spräche deutlich dagegen. Es ist eine starke Protestbewegung namens «IG-Polder» von zahlreichen Landwirten und Bürgern entstanden.
Am 11. April 2015 besuchte die CSU-Bezirksvorsitzende und Sozialministerin Emilia Müller den Ort um sich mit der Problematik Flutpolder in Kiefenholz vertraut zu machen.
Durch den nach der Landtagswahl vom 14. Oktober 2018 in Bayern zwischen den Freien Wählern und der CSU geschlossenen Koalitionsvertrag wird das Flutpolderkonzept im Landkreis Regensburg nicht weiter verfolgt. Dies war eine Kernforderung der Freien Wähler. Die frei werdenden finanziellen Mittel sollen in den dezentralen Hochwasserschutz entlang der Donau und aller Zuläufe investiert werden.

## Persönlichkeiten
Kleinkiefenholz ist der Wohnsitz des Wörther Ehrenbürger und Altbürgermeister Franz Beutl. Er war von 1966 bis 1971 Zweiter Bürgermeister von Kiefenholz und von 1973 bis 2002 Erster Bürgermeister der Stadt Wörth. Zudem war Beutl stellvertretender Landrat und Kreisrat.